# ビズネット
ビズネット株式会社（英: Biznet Corporation）は、購買管理プラットフォームを提供するSaaS企業。プラス株式会社の連結子会社である。

## 概要
元々は親会社であるプラスが1997年に開始した「クイックデリバリーシステム」（QDS）事業の業務拡大を図るため、2000年5月、親会社から分離独立したものである。主に企業向けの文房具類、備品（ユニフォーム、その他）などの受注から納品・発送までの一連の配送作業を一元化して、効率のよい企業向け流通を図ることを目指して取り組んでいる。
特に東京23区・大阪市・横浜市・川崎市では午前中の受付時間までにインターネットやFAXでの注文で当日配送(2019年12月にて終了)。
夕方までに注文すれば翌日（休日・祝日の場合はその次の平日）に配送（北海道・離島およびその他一部除く）や土曜日配送も行っている。
配送作業の一元化のためのサービスとして「ついで便」があり、ビズネットの物流センター（現在では物流機能はプラス株式会社ジョインテックスカンパニーへ移管）で預かる、もしくは顧客企業が現在利用中の倉庫とシステム連携することで、ビズネットで取り扱っていない商品についてもオフィス用品と同様の調達が行える。
文具店や調達事業会社等が販売代理店（ディーラー）となり、商品価格の決定(ビズネット文具カタログ)、顧客への営業活動・代金回収・債権管理を行う。
2008年1月には富士ゼロックス（現・富士フイルムビジネスイノベーション）とその子会社である富士ゼロックスインターフィールド（現・富士フイルムビジネスイノベーションジャパン）との三社間でeサプライ事業の契約を締結。富士ゼロックスブランド商品を預かり、在庫管理・物流サービスを提供している。(2014年で契約終了）
2010年11月にビズネットの取り扱い以外の商品をWEBサイトでワンストップで購入できる外部カタログ連携機能の提供をスタートさせた。
2020年1月 - 文具カタログ事業を親会社（プラス株式会社ジョインテックスカンパニー）へ移管以後、大手・中堅企業向けの購買管理プラットフォーム事業をメインで提供し、WEBサイトを通じて5000万点を超える品ぞろいのB to B商品の主要ECサプライヤー商品(マーケットカタログ)と既存取引先企業(ユーザーカタログ)の電子カタログ化による購買の一元化・管理を実現し、調達・購買業務の最適化を提供するサービスを展開している。

## 沿革
- 1997年9月 - プラスにて「QDS（クイックデリバリーシステム）事業」を開始
- 2000年5月 - プラスからクイックデリバリーシステム（QDS）事業を継承し、ビズネット株式会社に商号変更。
- 2004年5月 - 管理者機能Bizm@nage（ビズマネージ）サービス開始
- 2004年10月 - 「ついで便」預かりサービス開始
- 2005年5月 - 情報セキュリティマネジメントシステム（ISMS）認証取得
- 2005年8月 - ジャスダック上場。
- 2007年6月 - 情報セキュリティマネジメントシステム国際認証基準ISO27001取得（本社）
- 2009年9月 - 東京都千代田区に本社移転。
- 2010年11月 - 外部カタログ連携機能の提供開始
- 2011年2月 - 3PPLサービスに「見積発注機能」追加
- 2012年9月 - プラスの完全子会社となり上場廃止。
- 2013年4月 - スマートフォン注文サイトをオープン
- 2017年11月 - ISO 14001 認証をプラス株式会社と統合
- 2020年1月 - 文具カタログ事業を親会社（プラス株式会社ジョインテックスカンパニー）へ移管